# Convento di Brogliano
(al quadrivio della via nucerina con la via lauretana) Monsignò explicate qui lu stendardu perché quistu è lu confine nostru.»
(La commissione Camerte al cardinale Vitelleschi (1433))
Il convento di Brogliano è un cenobio francescano, dedicato a san Bartolomeo apostolo, situato sugli altopiani Plestini presso il confine tra Umbria e Marche, nel territorio di Serravalle di Chienti (MC).
In questo luogo ha avuto inizio, nel XIV secolo, un'importante riforma del francescanesimo, chiamata degli zoccolanti. Nelle città o nelle campagne quando c'era, o c'è ancora, un convento abitato da frati e si dice "gli zoccolanti", il termine ci riporta a quei francescani che hanno vissuto a Brogliano la riforma iniziata e attuata da fra Giovanni de Valle, fra Gentile da Spoleto e dal beato Paoluccio Trinci della famiglia dei signori di Foligno, così chiamato per la sua piccola statura. Il luogo, estinta la diocesi di Plestia, ha fatto sempre parte della diocesi di Nocera Umbra ed è compreso nel territorio della parrocchia di San Martino di Serravalle Castello (in provincia di Macerata). Gli studiosi hanno notato che una tipica differenza tra le parrocchie nocerine e quelle venute dall'antica diocesi di Plestia, erano le feste triennali e i canonicati nelle chiese più importanti. Nel 1984, sono entrate a far parte dell'arcidiocesi di Camerino, insieme ad altre parrocchie comprese nella provincia di Macerata e appartenenti alle diocesi di Nocera Umbra e di Norcia.
Nel 1468, dopo secolari contrasti e interventi, i Trinci, signori di Foligno, riconobbero la proprietà del territorio ai Varano, signori di Camerino, così che il convento entrò a far parte poi del loro Ducato.(cfr. Archivio Storico di Foligno, Priorale, Causa inter Iulium Caesarem de Varano Camerini ducatus et Commune Fulginei, anno 1464).

## Posizione
Il convento sorge su un'altura, a mezza costa del monte di Brogliano verso il monte Pennino, a poche centinaia di metri dalla strada statale 77 della Val di Chienti, a circa 2 km da Colfiorito e a 6 da Serravalle di Chienti. A pochi metri dall'edificio, situato ad 850 m s.l.m., scaturiscono due ricche vene di acqua, il tutto immerso in una macchia fittissima, cosa unica sugli altopiani Plestini che, pur essendo molto fertili e ricchi di acque, sono quasi spogli di piante ad alto fusto. Poco lontano sono le sorgenti del fiume Chienti e la famosa botte dei Varano. La valle della Scorosa, con le Bocchette, comincia vicino al convento, dove era l'antichissimo Eremo del Santo Sepolcro, in cui era venerata, ancora nel 1593, un'insigne reliquia portata da Gerusalemme dai crociati. La fonte del Sepolcro un po' più in basso, dà inizio allo Scarsito che, attraversando Sefro, si immette a Pioraco nel fiume Potenza. Le selve della Scorosa spesso erano nascondiglio e rifugio di briganti che saccheggiavano il territorio ed in particolare i viandanti in transito sulla Via Lauretana. Di questi fatti criminosi sono conservate anche relazioni a stampa. Non lontano vi era anche l'eremo di Sant'Angelo di Appennino, già frequentato in epoca longobarda e inserito in una vasta grotta, le cui vene aurifere fornirono l'oro per l'anello episcopale di San Rinaldo, vescovo di Nocera Umbra; ancora più vicino era il castello ed il monastero benedettino di San Pietro di Landolina, fondato nel 1090 dai conti longobardi di Nocera Umbra. Di entrambi restano solo qualche muro ed il toponimo "lu conventu".

## Storia e vicende legate al convento

### Origini
La tradizione riporta che Brogliano fu fondato come romitorio dagli abitanti di Colfiorito nel 1270. Per questo, sull'arco della porta del convento fu incastonato lo stemma di Foligno, pur essendo in territorio di Camerino. Con il passare degli anni l'eremo prese forma di convento, di cui si conservano ancora oggi imponenti mura e l'arco gotico del portale della chiesa.
I frati, circa sette o otto, conducevano una vita di rigoroso silenzio, di estrema povertà e di umile servizio alle popolazioni del territorio. Andavano a piedi nudi, ma, vedendo la popolazione che portava gli zoccoli, cominciarono a portarli anche loro, ricevendo l'appellativo di "zoccolanti". Si coprivano di pelli di animali, ma la cosa non piacque ai superiori dell'Ordine francescano che costrinsero gli Zoccolanti a vestire l'abito tradizionale. Il luogo è stato sempre ricercato da frati osservanti e desiderosi di vita austera; ospitò tra gli altri i santi religiosi fra Angelo da Monteleone e fra Giovanni Vici da Stroncone. Sembra che nella chiesa conventuale siano sepolti fra Giovanni da Valle e fra Gentile da Spoleto.

### Vicende legate al convento
Papa Giulio II, viaggiando da Bologna, per la Via Lauretana, diretto a Roma, soggiornò nel convento il 16 giugno 1511, insieme a 7 cardinali e a un gran seguito di prelati della Curia Romana: in quell'occasione concesse l'indulgenza plenaria a chi avesse visitato la chiesa il 24 agosto, festa di San Bartolomeo. Il ricordo di questo avvenimento era conservato in un'iscrizione, ora scomparsa, murata in una parete della chiesa.
Nel 1577 il guardiano di Brogliano, sospettato di eresia, dovette subire un processo nella curia vescovile di Nocera e fu messo in prigione perché, nella piccola biblioteca del convento, fu trovata un'opera di Pier Paolo Vergerio il vecchio, letterato e diplomatico che confusero con Pier Paolo Vergerio il giovane, vescovo, apostata, errabondo per tutta Europa.
Nella primavera del 1814, reduce dalla Francia dopo la prigionia napoleonica, il papa Pio VII volle prima andare a Loreto a ringraziare la Madonna per la libertà riacquistata per poi dirigersi verso Roma, per la via Lauretana.
Nel luogo detto "il Casone", poco sotto il convento di Brogliano, in territorio della diocesi di Nocera, era ad attenderlo, con tutti i seminaristi e gran folla di popolo, il vescovo Francesco Luigi Piervissani (1800-1848), anch'egli tornato in sede da qualche giorno. Il vescovo si presentò, fece fermare il corteo e invitò il Papa a scendere e benedire la diocesi seduto su una seggiola portata per l'occasione. Il Pontefice benedisse i presenti, abbracciò il vescovo e continuò per Foligno dove alla porta della cattedrale di San Feliciano, era ad attenderlo ancora il vescovo Piervissani, nelle veci del vescovo di Foligno, non ancora reduce dalla prigionia.

### Soppressioni
Il convento era già stato soppresso una prima volta nel 1810, in epoca napoleonica, ma poco dopo fu riaperto; tuttavia, con la nuova soppressione degli ordini religiosi dopo l'Unità d'Italia e le "leggi eversive", i frati, intorno al 1869, lasciarono definitivamente il convento che fu messo in vendita dal Demanio, senza che nessuno lo acquistasse. Di conseguenza, per qualche anno, si trasformò in rifugio di poveri contadini.

### Abbandono e recupero
Alessandro Alfieri da Sassoferrato, canonico teologo della cattedrale di Nocera Umbra, antico alunno del Seminario Pio in Roma, oratore di fama e uomo molto erudito, visitando nel 1908 Brogliano così lo descriveva: "[...] la chiesina sconsacrata e devastata; le mura, che erano da fortezza, cadenti; i tetti mezzo scoperti; le scale in rovina. Cercai qualche memoria di Giulio II, che reduce da Bologna vi alloggiò, ma inutilmente".
Acquistato nel 1961 dai Padri Somaschi di Belfiore, ha accolto fino a qualche anno fa gruppi giovanili o persone desiderose di riposo. Dopo i gravi danni subiti nel terremoto del 1997, è stato completamente restaurato. Successivamente, per iniziativa del padre Ferdinando Campana, sono tornati i Francescani Minori della Provincia Picena.